# Glyptotendipes tumidus
Glyptotendipes tumidus är en tvåvingeart som först beskrevs av Oskar Augustus Johannsen 1932.  Glyptotendipes tumidus ingår i släktet Glyptotendipes och familjen fjädermyggor. Inga underarter finns listade i Catalogue of Life.